# كاترينا مورينو
كاترينا مورينو  (بالإيطالية: Caterina Murino)‏ مواليد 15 سبتمبر 1977 في كالياري، سردينيا، إيطاليا، هي ممثلة إيطالية بدأت مسيرتها الفنية عام 2001.

## روابط خارجية
- كاترينا مورينو على موقع IMDb (الإنجليزية)
- كاترينا مورينو على موقع ألو سيني (الفرنسية)
- كاترينا مورينو على موقع ميوزك برينز (الإنجليزية)
- كاترينا مورينو على موقع أول موفي (الإنجليزية)
- كاترينا مورينو على موقع قاعدة بيانات الأفلام السويدية (السويدية)
- كاترينا مورينو على موقع قاعدة بيانات الفيلم (الإنجليزية)
- كاترينا مورينو على موقع كينوبويسك (الروسية)